# San José de los Llanos (El Tanque)
 San José de los Llanos  es una de las entidades de población que conforman el municipio de El Tanque, en la isla de Tenerife —Canarias, España—. 

## Geografía
El barrio se encuentra situado a una altitud media de 1 300 m s. n. m. y distante 5,3 km del casco urbano de El Tanque.
San José cuenta con el Centro de Educación Infantil y Primaria Victorino Alayón, una iglesia parroquial y una ermita dedicadas a san José, un consultorio médico, un sanatorio, un pabellón municipal de deportes, plazas públicas y un parque infantil. También se encuentran aquí el Ecomuseo de El Tanque.
La mayor parte de la superficie de la localidad se encuentra protegida en la reserva natural especial del Chinyero, así como en parte del parque rural de Teno. Aquí se ubican también los volcanes de Montaña Negra y el Chinyero, ambos con erupciones históricas; el primero en 1706 que cegó el puerto de Garachico, y el segundo en 1909, última erupción volcánica habida en la isla de Tenerife.

## Demografía
| Año        | 2000 | 2005 | 2010 | 2015 | 2020 |
| ---------- | ---- | ---- | ---- | ---- | ---- |
| Habitantes | 705  | 676  | 637  | 544  | 566  |

## Economía
Su escasa población se dedica a la agricultura de secano y a la ganadería. Los habitantes de Los Llanos han encontrado la salida a la escasa productividad de sus tierras en la emigración o el trabajo en otras aéreas insulares.

## Fiestas
San José de Los Llanos celebra sus fiestas patronales en honor a San José el tercer fin de semana de septiembre, desarrollándose actos religiosos y verbenas populares. Comparte a su vez festividad con El Tanque en honor a San Antonio Abad el cuarto fin de semana de enero, y en el mes de marzo un adelanto en honor a su patrón cuya festividad mayor es septiembre.

## Comunicaciones
Comunicado con el Tanque Alto por caminos que atravesaban los campos de lavas hasta que se procedió al asfaltado de la carretera que une el puerto de Erjos con la Montañeta, en Garachico, y del camino que va hasta la carretera general del Norte, a la altura aproximadamente de Barrio Nuevo.

### Transporte público
En autobús —guagua— queda conectada mediante la siguiente línea de TITSA:
| Línea | Trayecto                  | Recorrido     |
| ----- | ------------------------- | ------------- |
| 360   | Icod de los Vinos - Erjos | Horario/Línea |

## Lugares de interés

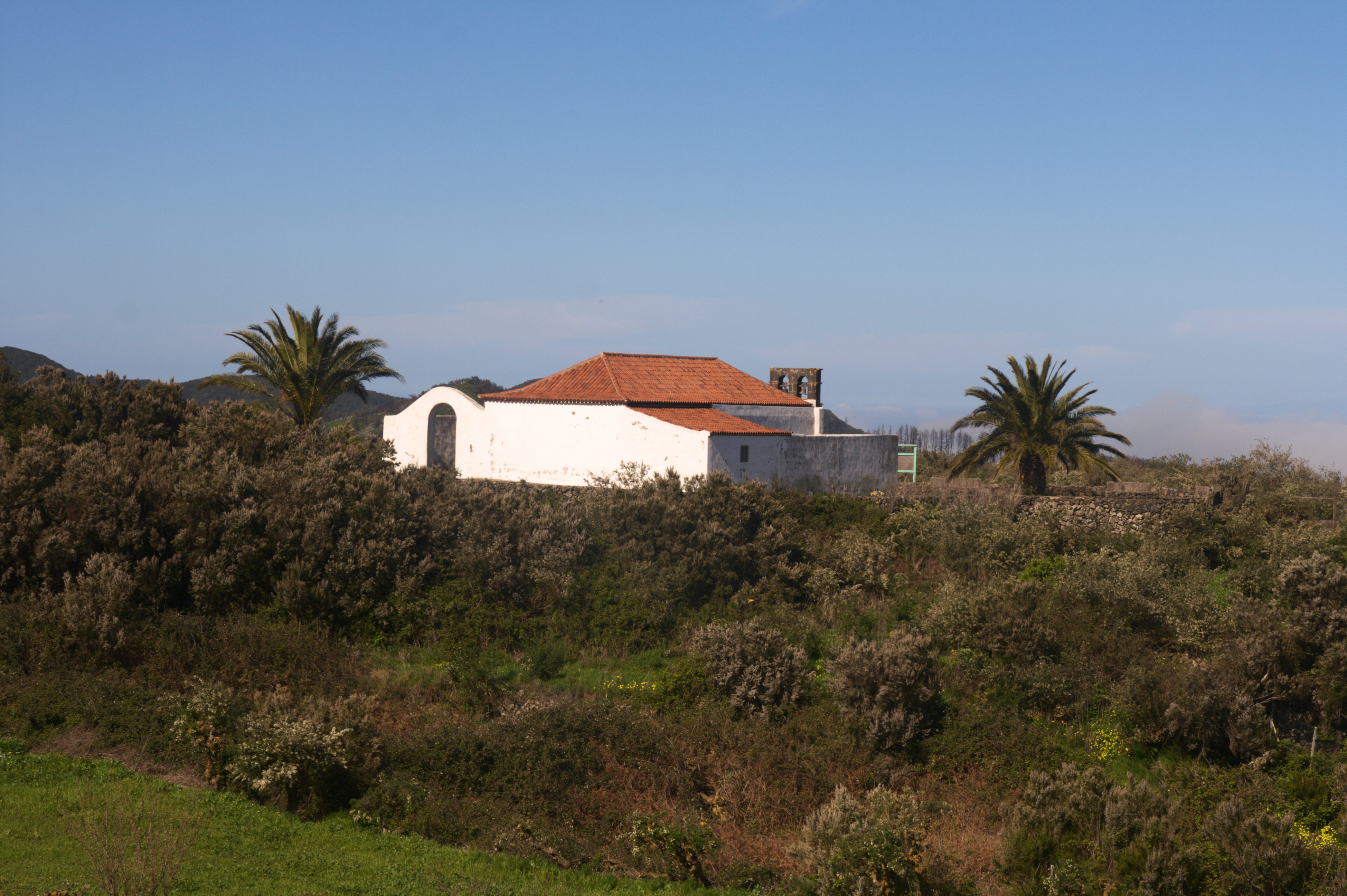
Ermita de San José de Los Llanos.

- Ermita de San José. Fue erigida en el siglo xviii en un paraje aislado, sin embargo, la construcción de la parroquia en el centro del pueblo originó su abandono, siendo restaurada en la década de 1980. Parte de sus muros, de mampostería, así como la espadaña de dos huecos y el arco de cantería son originales; otros, en el costado este, se reconstruyeron de bloques. La ermita cuenta con un curioso patio semicerrado (oeste) y una plaza hacia el norte. La cubierta, reciente, es de teja árabe a cuatro aguas.
- Ecomuseo de El Tanque
- Área recreativa de San José de los Llanos
- Miraderos de Los Partidos, Charcas de Erjos, Coladas de Arenas Negras y del Volcán Chinyero
- Casa rural Caserío de Los Partidos